# Тьємуе Бакайоко
Тьємуе Бакайоко (фр. Tiemoué Bakayoko; нар. 17 серпня 1994, Париж, Франція) — французький футболіст івуарійського походження, опорний півзахисник клубу ПАОК.
Зіграв 1 матч у складі збірної Франції.

## Клубна кар'єра
Народився в Парижі. Вихованець місцевих клубів з Парижа та південного передмістя Монружа «Олімпік XV округ Парижа», «Клуб атлетік Париж XIV» та «Монруж». 2008 року у віці 14 років перейшов до академії «Ренна».
24 серпня 2013 дебютував у професіональному футболі матчем проти «Евіана». Протягом першого професіонального сезону провів 28 матчах у всіх змаганнях та забив 1 гол. Разом з клубом вийшов до фіналу кубку Франції, але у програному фіналі (0:2 проти «Генгама») Бакайко залишився на лаві запасних.
28 липня 2014 підписав контракт з «Монако», вартість трансфера склала 8 мільйонів євро. З монегаскським клубом виграв титул чемпіона Франції 2016/17.
15 липня 2017 року було офіційно оголошено, що гравець підписав п'ятирічний контракт з лондонським «Челсі» та буде виступати під 14 номером. Сума трансферу склала близько € 40 млн. З «Челсі» був двічі відданий в оренду: на сезон 2018/19 до «Мілана», а на наступний сезон — до «Монако».
Сезон 2020/21 розпочав вже у складі італійського «Наполі», також як орендований гравець. У складі цієї команди мав постійне місце у стартовому складі протягом сезону 2020/21. Згодом ще на два сезони повертався до «Мілана», знову на орендних правах, утім вже використовувався як гравець резерву.
Влітку 2023 року, після завершення контракту із «Челсі», повернувся на батьківщину, де на правах вільного агента уклав контракт з «Лор'яном».
31 серпня 2024 року підписав контракт на рік з грецьким ПАОКом.

## Статистика виступів

### Статистика клубних виступів
Станом на 1 липня 2023
| Сезон              | Команда            | Чемпіонат          | Чемпіонат | Чемпіонат | Національний кубок | Національний кубок | Національний кубок | Континентальні кубки | Континентальні кубки | Континентальні кубки | Інші змагання | Інші змагання | Інші змагання | Усього | Усього |
| Сезон              | Команда            | Ліга               | Ігор      | Голів     | Ліга               | Ігор               | Голів              | Ліга                 | Ігор                 | Голів                | Ліга          | Ігор          | Голів         | Ігор   | Голів  |
| ------------------ | ------------------ | ------------------ | --------- | --------- | ------------------ | ------------------ | ------------------ | -------------------- | -------------------- | -------------------- | ------------- | ------------- | ------------- | ------ | ------ |
| 2012–13            | «Ренн-2»           | АЧФ                | 15        | 0         | -                  | -                  | -                  | -                    | -                    | -                    | -             | -             | -             | 15     | 0      |
| 2013–14            | «Ренн»             | Л1                 | 24        | 1         | КФ+КЛ              | 3+1                | 0                  | -                    | -                    | -                    | -             | -             | -             | 28     | 1      |
| 2014–15            | «Монако»           | Л1                 | 12        | 0         | КФ+КЛ              | 1+2                | 0                  | ЛЧ                   | 3                    | 0                    | -             | -             | -             | 18     | 0      |
| 2015–16            | «Монако»           | Л1                 | 19        | 1         | КФ+КЛ              | 2+1                | 1+0                | ЛЄ                   | 1                    | 0                    | -             | -             | -             | 23     | 2      |
| 2016–17            | «Монако»           | Л1                 | 32        | 2         | КФ+КЛ              | 1+4                | 0                  | ЛЧ                   | 14                   | 1                    | -             | -             | -             | 51     | 3      |
| 2017–18            | «Челсі»            | ПЛ                 | 29        | 2         | КА+КЛ              | 5+4                | 0                  | ЛЧ                   | 5                    | 1                    | СА            | 0             | 0             | 43     | 3      |
| 2018–19            | «Мілан»            | A                  | 31        | 1         | КІ                 | 4                  | 0                  | ЛЄ                   | 6                    | 0                    | СІ            | 1             | 0             | 42     | 1      |
| 2019–20            | «Монако»           | Л1                 | 20        | 1         | КФ+КЛ              | 2+1                | 0                  | -                    | -                    | -                    | -             | -             | -             | 23     | 1      |
| Усього за «Монако» | Усього за «Монако» | Усього за «Монако» | 83        | 4         |                    | 14                 | 1                  |                      | 18                   | 1                    |               | -             | -             | 115    | 6      |
| 2020–21            | «Наполі»           | A                  | 32        | 2         | КІ                 | 4                  | 0                  | ЛЄ                   | 7                    | 0                    | СІ            | 1             | 0             | 44     | 2      |
| 2021–22            | «Мілан»            | A                  | 14        | 0         | КІ                 | 1                  | 0                  | ЛЧ                   | 3                    | 0                    | -             | -             | -             | 18     | 0      |
| 2022–23            | «Мілан»            | A                  | 3         | 0         | КІ                 | 0                  | 0                  | ЛЧ                   | -                    | -                    | СІ            | 0             | 0             | 3      | 0      |
| Усього за «Мілан»  | Усього за «Мілан»  | Усього за «Мілан»  | 48        | 1         |                    | 5                  | 0                  |                      | 9                    | 0                    |               | 1             | 0             | 63     | 1      |
| серп. 2023–24      | «Лор'ян»           | Л1                 | -         | -         | КФ                 | -                  | -                  | -                    | -                    | -                    | -             | -             | -             | -      | -      |
| Усього за кар'єру  | Усього за кар'єру  | Усього за кар'єру  | 231       | 10        |                    | 36                 | 1                  |                      | 39                   | 2                    |               | 2             | 0             | 308    | 13     |

### Статистика виступів за збірну
| Дата      | Місто    | Господарі | Результат | Гості   | Турнір           | Голи | Примітки |
| --------- | -------- | --------- | --------- | ------- | ---------------- | ---- | -------- |
| 28-3-2017 | Сен-Дені | Франція   | 0 – 2     | Іспанія | товариський матч | -    | 46'      |
| Усього    |          | Матчів    | 1         |         | Голів            | 0    |          |

| Дата       | Місто           | Господарі         | Результат | Гості              | Турнір                             | Голи | Примітки Шаблон:CronoparU |
| ---------- | --------------- | ----------------- | --------- | ------------------ | ---------------------------------- | ---- | ------------------------- |
| 17-11-2014 | Брест           | Франція           | 3 – 2     | Англія             | Товариський матч                   | -    | 64'                       |
| 11-6-2015  | Геньон          | Франція           | 1 – 1     | Південна Корея     | Товариський матч                   | -    |                           |
| 16-6-2015  | Безансон        | Франція           | 2 – 1     | Парагвай           | Товариський матч                   | -    |                           |
| 5-9-2015   | Коупавогюр      | Ісландія          | 3 – 2     | Франція            | Кваліфікація молодіжного Євро-2017 | -    |                           |
| 8-9-2015   | Ле-Ман          | Франція           | 2 – 1     | Бразилія           | Товариський матч                   | -    |                           |
| 10-10-2015 | Абердин         | Шотландія         | 1 – 2     | Франція            | Кваліфікація молодіжного Євро-2017 | -    | 8'                        |
| 28-3-2016  | Ле-Ман          | Франція           | 1 – 1     | Північна Македонія | Кваліфікація молодіжного Євро-2017 | -    |                           |
| 2-6-2016   | Венеція         | Італія            | 0 – 1     | Франція            | Товариський матч                   | -    |                           |
| 2-9-2016   | Київ            | Україна           | 1 – 0     | Франція            | Кваліфікація молодіжного Євро-2017 | -    |                           |
| 6-9-2016   | Кан (Кальвадос) | Франція           | 2 – 0     | Ісландія           | Кваліфікація молодіжного Євро-2017 | -    |                           |
| 6-10-2016  | Гавр            | Франція           | 5 – 1     | Грузія             | Товариський матч                   | -    |                           |
| 11-10-2016 | Белфаст         | Північна Ірландія | 0 – 3     | Франція            | Кваліфікація молодіжного Євро-2017 | -    |                           |
| Усього     |                 | Матчів            | 13        |                    | Голів                              | 0    |                           |

## Досягнення

### Командні
«Монако»
- Чемпіон Франції (1): 2016-17

 «Челсі»
- Володар кубка Англії (1): 2017–18

 «Мілан»
- Чемпіон Італії: 2021–22

### Особисті
- Символічна збірна сезону Ліги чемпіонів УЄФА (1): 2016-17[4]